# غار کوه قلتان ۲
اشکفت کوه قلتان ۲ مربوط به دوران فرادیرینه‌سنگی است و در شهرایج،  ۵۰۰ متری شمال شرق شهر، در مسیر جاده روستای درب امامزاده ومنطقه نوداب در  دامنه کوه قلتان واقع شده و این اثر در تاریخ ۱۸ شهریور ۱۳۸۷ با شمارهٔ ثبت ۲۳۳۹۱ به‌عنوان یکی از آثار ملی ایران به ثبت رسیده است.